# Telesat Canada
A Telesat Canada é uma empresa canadense de comunicações via satélite fundada em 2 de maio de 1969. A empresa está sediada em Ottawa, Ontário, mas também tem escritórios nos Estados Unidos e no Brasil.
A Telesat Canada possui uma frota de 13 satélites de última geração além de um payload em Banda Ka no ViaSat 1 e outro em construção. A Telesat opera também outros satélites de terceiros. A Empresa privada, tem como principais acionistas o Fundo de Pensão Canadense PSP e a Loral Space & Communications.
Em 2007, a Telesat Canada se fundiu com a Loral Skynet, uma subsidiária da Loral Space & Communications. a Loral Skynet era um operador mundial que fornecia serviço completo de satélite com sede em Bedminster, Nova Jérsei. Isso resultou na transferência de todos os ativos da Loral Skynet para a Telesat.

## Satélites lançados pela Telesat Canada
| Nome             | Veículo de lançamento      | Data do lançamento      | Posição      | Nota                                                                          |
| ---------------- | -------------------------- | ----------------------- | ------------ | ----------------------------------------------------------------------------- |
| Anik A1          | Delta 1914                 | 9 de novembro de 1972   | Retirado     |                                                                               |
| Anik A2          | Delta 1914                 | 20 de abril de 1973     | Retirado     |                                                                               |
| Anik A3          | Delta 2914                 | 7 de maio de 1975       | Retirado     |                                                                               |
| Anik B1          | Delta 3914                 | 15 de dezembro de 1978  | Retirado     |                                                                               |
| Anik D1          | Delta 3920 PAM-D           | 26 de agosto de 1982    | Retirado     |                                                                               |
| Anik C3          | Ônibus espacial Columbia   | 11 de novembro de 1982  | Retirado     |                                                                               |
| Anik C2          | Ônibus espacial Challenger | 18 de junho de 1983     | Retirado     | Vendido para Paracom S.A. em 1993.                                            |
| Anik D2          | Ônibus espacial Discovery  | 8 de novembro de 1984   | Retirado     | Vendido para a GE Americom em 1991 e Arabsat em 1993.                         |
| Anik C1          | Ônibus espacial Discovery  | 12 de abril de 1985     | Retirado     | Vendido para Paracom S.A. 1993 e desativado em 2003.                          |
| Anik E2          | Ariane 4                   | 4 de abril de 1991      | Retirado     |                                                                               |
| Anik E1          | Ariane 4                   | 26 de setembro de 1991  | Retirado     |                                                                               |
| Nimiq 4i         | Atlas IIA                  | 3 de agosto de 1994     | Retirado     |                                                                               |
| Nimiq 3          | Ariane 42P                 | 10 de julho de 1995     | Retirado     |                                                                               |
| Anik E2R         | Atlas-2A                   | 15 de dezembro de 1995  | Retirado     |                                                                               |
| MSAT-1           | Ariane 4                   | 20 de abril de 1996     | Retirado     |                                                                               |
| Nimiq 1          | Proton-K/Blok DM-3         | 20 de maio de 1999      | 91° Oeste    |                                                                               |
| Telstar 12       | Ariane 4                   | 19 de outubro de 1999   | 15° Oeste    | Também chamado de Orion 2                                                     |
| Anik F1          | Ariane 4                   | 21 de novembro de 2000  | 107,3° Oeste |                                                                               |
| Nimiq 2          | Proton-K/Blok DM-3         | 30 de dezembro de 2002  | 82° Oeste    |                                                                               |
| Estrela do Sul 1 | Zenit-3SL                  | 11 de janeiro de 2004   | 63° Oeste    | Também chamado de Telstar 14                                                  |
| Anik F2          | Ariane 5G                  | 18 de julho de 2004     | 111,1° Oeste |                                                                               |
| Telstar 18       | Zenit-3SL                  | 29 de junho de 2004     | 138° Leste   |                                                                               |
| Anik F1R         | Proton/Breeze-M            | 9 de setembro de 2005   | 107,3° Oeste |                                                                               |
| Anik F3          | Proton/Breeze-M            | 9 de abril de 2007      | 118,7° Oeste |                                                                               |
| Nimiq 4          | Proton/Breeze-M            | 19 de setembro de 2008  | 82° Oeste    |                                                                               |
| Telstar 11N      | Zenit-3SLB                 | 26 de fevereiro de 2009 | 37,5° Oeste  | Entrou em serviço no dia 31 de março de 2009.                                 |
| Nimiq 5          | Proton/Breeze-M            | 17 de setembro de 2009  | 72,7° Oeste  |                                                                               |
| Estrela do Sul 2 | Proton/Breeze-M            | 20 de maio de 2011      | 63° Oeste    | Também chamado de Telstar 14R. Um painel solar não foi implantado plenamente. |
| Nimiq 6          | Proton/Breeze-M            | 17 de maio de 2012      | 91,1° Oeste  |                                                                               |
| Anik G1          | Proton/Breeze-M            | 15 de abril de 2013     | 107,3° Oeste | Entrou em serviço no ano de 2013                                              |
| Telstar 12V      | H-2A-204                   | 24 de novembro de 2015  | 15° Oeste    |                                                                               |
| Telstar 18V      | Falcon 9 v1.2              | 10 de setembro de 2018  | 138° Leste   |                                                                               |
| Telstar 19V      | Falcon 9 v1.2              | 22 de julho de 2018     | 63° Oeste    |                                                                               |